# 袖搦

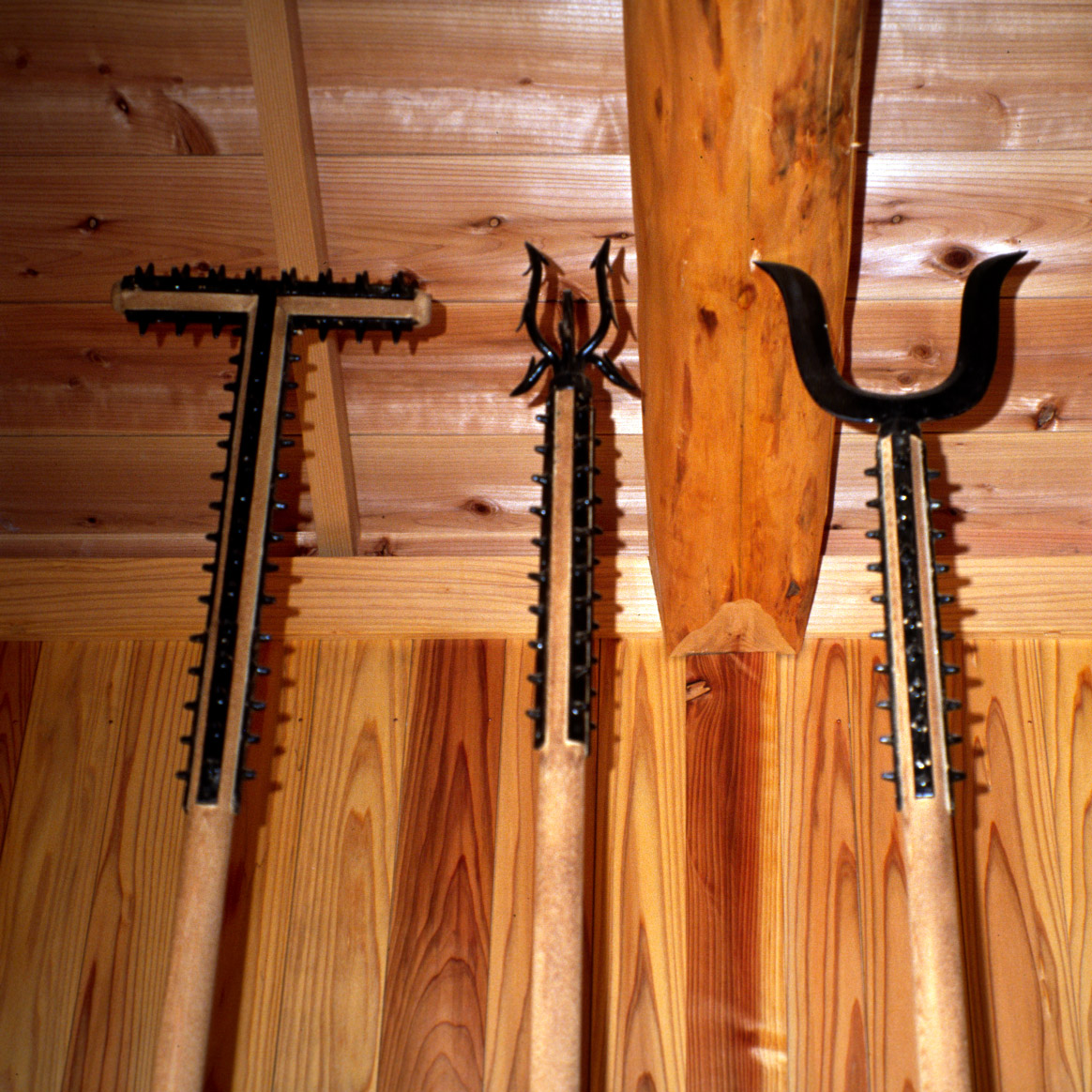
三道具
中央が袖搦

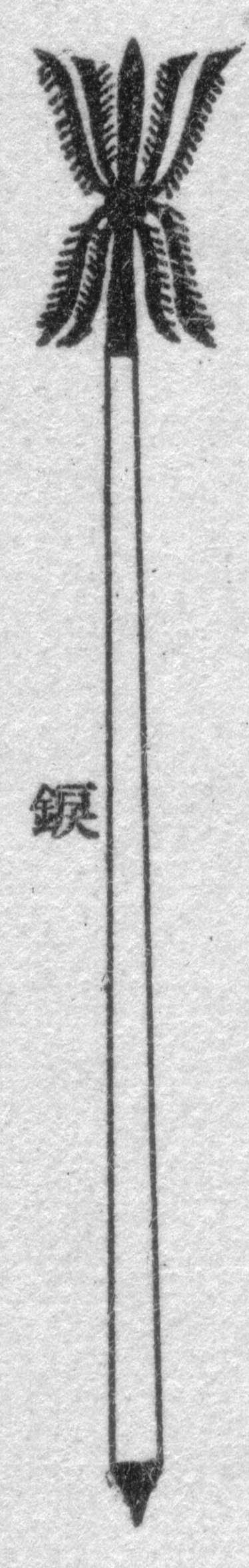

袖搦（そでがらみ）は、江戸時代に使用された長柄の捕り物道具。袖絡とも書く。もじりともいう。

## 概要
袖搦は、先端にかえしのついた釣り針のような突起を持つ先端部分と刺のついた鞘からなり、鞘に木製の柄に取り付けて使用する。容疑者の衣服に先端部分を引っ掛けて絡め取る事で相手の行動を封じる。鞘の刺は相手に掴まれて奪われない様にするための工夫である。棍棒や槍としても使用可能である。
刺又、突棒などとともに捕り物の三つ道具とよばれ、抵抗する人を取り押さえる際に使用された武具である。どれも2.1m（7尺）の長さがあり、相手が振るう打刀、長脇差の有効範囲外から攻撃が可能である。
箱根関所跡をはじめ、各地の博物館にはこれらの武具または復元模型が展示されている。